# BX442
BX442 è una galassia a spirale remota situata prospetticamente nella costellazione di Pegaso la cui luce ha impiegato 10,7 miliardi di anni per giungere sino alla Terra. Con un redshift di z = 2,1765 è al momento la più distante galassia a spirale grand design conosciuta, nonché la più antica di questo tipo, essendosi formata circa 3 miliardi di anni dopo il Big Bang. 

È stato calcolato che abbia un diametro di circa 30.000 anni luce ed una massa pari a 6 x 1010 M☉. 

La galassia è stata individuata grazie ad immagini raccolte dal Telescopio spaziale Hubble. E' sorprendente trovare una galassia di questo tipo risalente ad un'epoca così precoce della storia dell'Universo, periodo nel quale galassie con queste caratteristiche non dovrebbero esistere. 

Le immagini mostrano inoltre la presenza, in prossimità di BX442, di una galassia nana. Probabilmente proprio questa galassia satellite potrebbe essere responsabile della così precoce formazione della struttura a spirale di BX442. 

A supporto di questa teoria, uno studio condotto sulla galassia nana ellittica del Sagittario suggerisce che i ripetuti attraversamenti del piano della Via Lattea, da parte di questa piccola galassia satellite, potrebbero aver contribuito alla formazione dei bracci di spirale.